# Ordynacja Birżańska Tyszkiewiczów
Ordynacja rodowa utworzona w 1860 roku przez hrabiego Jana Tyszkiewicza (1801-1862) z klucza birżańskiego, z siedzibą dóbr w Birżach, gdzie Tyszkiewiczowie wybudowali nowy pałac. Po 1920 roku znalazła się na terytorium Litwy, gdzie na skutek reformy rolnej została ograniczona do resztówki dawnych dóbr przy pałacu. Również po śmierci IV ordynata, jego rodzina przebywała na stałe za granicą, mieszkając w Birżach tylko okazjonalnie. W tak okrojonym stanie przetrwała do 1940 roku i wcielenia Litwy do Związku Radzieckiego.
Po 1992 roku Tyszkiewiczowie odzyskali obywatelstwo litewskie i czynią starania o zwrot dawnych dóbr, w tym także Birż, choć nie ma mowy o przywróceniu ordynacji.

## Ordynaci
- Jan Tyszkiewicz (1801-1862) założyciel ordynacji i I ordynat
- Michał Tyszkiewicz (1826-1897) brat poprzedniego, II ordynat
- Jan Leon Tyszkiewicz (1851-1901), III ordynat, syn poprzedniego
- Alfred Tyszkiewicz (1882-1930), IV ordynat, syn poprzedniego
- Jan Jerzy Tyszkiewicz (1917-1986[1]), V ordynat, syn poprzedniego